# Saroo Brierley
Saroo Brierley (Khandwa, 15 de junho de 1981) é um empresário australiano-indiano. Ele se perdeu de sua família quando criança, tendo sido levado a um orfanato, de onde foi adotado por um casal australiano. Após 25 anos, reencontrou sua mãe biológica na Índia. Sua história gerou grande repercussão na mídia internacional, especialmente na Austrália e na Índia.
Um relato autobiográfico de suas experiências, A Long Way Home, foi publicado em 2014 e adaptado para o cinema em 2016 no filme Lion, com Dev Patel no seu papel e Nicole Kidman interpretando sua mãe.